# Ciadoux
Ciadoux település Franciaországban, Haute-Garonne megyében. Lakosainak száma 226 fő (2022. január 1.). Ciadoux Cassagnabère-Tournas, Escanecrabe, Mondilhan, Montgaillard-sur-Save, Saint-Lary-Boujean, Saint-Pé-Delbosc és Saman községekkel határos.

## Népesség
A település népességének változása:
| Lakosok száma | 207  | 196  | 203  | 236  | 258  | 254  | 232  | 218  | 220  | 226  |
|               | 1968 | 1982 | 1990 | 2006 | 2013 | 2015 | 2017 | 2019 | 2020 | 2022 |